# C'est pas moi, c'est lui
C'est pas moi, c'est lui è un film commedia francese diretto da Pierre Richard del 1980.

## Trama
Georges Vallier è un famoso sceneggiatore autore di vaudevilles. Conserva gelosamente il segreto dell'esistenza del suo "ghostwriter", Pierre Renaud, senza frustrarlo. Tuttavia, invita Pierre a sostituirlo a un cocktail offerto da Aldo Barazzutti, una star del cinema italiano. Pensando che sia Georges Vallier, Barazzutti gli chiede di andare con lui in Tunisia per la sceneggiatura del suo nuovo film. Cogliendo l'occasione, Pierre Renaud comunica a Georges Vallier che smette di lavorare per lui e parte con Barazzutti per la Tunisia. In seguito gli rivelerà la verità dicendogli che non è Georges Vallier. Pierre lascia temporaneamente la moglie Charlotte, in procinto di partorire, a Parigi.
Ignora che Barazzutti usi questo viaggio come pretesto per stare con la sua amante, Valérie, e Pierre non ha mai avuto occasione di rivelare la sua vera identità o di far parte del suo progetto di sceneggiatura, dove avrebbe abbandonato il vaudeville per soggetti più politici. Avendo litigato con il suo amante ed essendo attratta per ciò che rappresenta il famoso Georges Vallier, Valérie si avvicina a Pierre, anche se lui la rifiuta. Barazzutti poi mette gli occhi su Anne-Marie, una cliente dell'hotel sposata con un militare. L'arrivo in hotel del vero Georges Vallier scompiglia i piani di Pierre: deve moltiplicare gli stratagemmi per nascondersi a Vallier evitando che incontri Barazzutti. Poi scopre che la presenza di Georges Vallier deriva dal fatto che è l'amante di Anne-Marie. È mentre lei li nasconde entrambi in un armadio che Georges Vallier incontra finalmente Pierre.